# Geração Z (álbum)
Geração Z é o terceiro e último álbum de estúdio da banda musical brasileira Restart, lançado em 21 de outubro de 2011 pela Radar Records.
A influência do nome do álbum foi pela Geração Z, uma geração que é tecnológica e mais conectada a internet e celular. Para este novo projeto, os músicos disseram estarem mais maduros e com o som mais pesado. As dez canções do álbum são músicas inéditas compostas pelos integrantes da banda.

## Recepção crítica
| Críticas profissionais | Críticas profissionais |
| Avaliações da crítica  | Avaliações da crítica  |
| Fonte                  | Avaliação              |
| ---------------------- | ---------------------- |
| O Grito                | [ 6 ]                  |
| Gazeta do Povo         | (negativa)             |

Geração Z foi recebido com críticas médias dos críticos de música. Marco Vieira da revista O Grito deu ao álbum cinco estrelas e meia de dez, dizendo: "O Restart ainda traz surpresas, como o namoro com o hardcore melódico e uma antropomorfização do coração levada um pouco além do que de costume, caso de “O Que Eu Quis”. Para aqueles que torciam para que o grupo fosse apenas mais uma modinha, aí está uma má notícia: eles conseguiram mostrar consistência". Júlio Boll do Gazeta do Povo fez uma resenha do álbum, citando que Geração Z mostrou a falta de identidade da banda e que o disco "oscila entre os mais variados estilos".

## Faixas
| Edição padrão  |                     |                            |         |  |
| N.º            | Título              | Compositor(es)             | Duração |  |
| 1.             | "Nosso Rock"        | Pedro Reis, Thomas D'Ávila | 2:52    |  |
| 2.             | "Menina Estranha"   | Lucas Souza, Pedro Munhoz  | 2:54    |  |
| 3.             | "Vai e Volta"       | Souza, Munhoz              | 3:31    |  |
| 4.             | "Minha Estrela"     | Souza, Munhoz              | 3:19    |  |
| 5.             | "Meus Segredos"     | Reis                       | 3:19    |  |
| 6.             | "Matemática"        | Souza, Munhoz              | 3:08    |  |
| 7.             | "O Que Eu Quis"     | Souza, Munhoz              | 2:55    |  |
| 8.             | "Não Sei Quem Sou"  | Reis, D'Ávila              | 3:09    |  |
| 9.             | "A Vida é Uma Só"   | Souza, Reis                | 3:17    |  |
| 10.            | "Nunca Vai Ter Fim" | Souza, D'Ávila             | 2:44    |  |
| 11.            | "Meu Mundo"         | Souza, Munhoz, Reis, Reis  | 2:43    |  |
| Duração total: | Duração total:      | Duração total:             | 34:24   |  |

| Generación Z (versão em espanhol) |                         |         |  |
| N.º                               | Título                  | Duração |  |
| 1.                                | "Chica Diferente"       |         |  |
| 2.                                | "Mi Estrella"           |         |  |
| 3.                                | "Recomenzar"            |         |  |
| 4.                                | "Voy a Cantar"          |         |  |
| 5.                                | "Mi Mundo"              |         |  |
| 6.                                | "Te Llevo Conmigo"      |         |  |
| 7.                                | "Amanecer en tu Mirada" |         |  |
| 8.                                | "Aqui de Lejos"         |         |  |
| 9.                                | "Happy Rock Sunday"     |         |  |
| 10.                               | "Menina Estranha"       |         |  |
| 11.                               | "Mina Estrelha"         |         |  |